# Texas Killing Fields
Texas Killing Fields är en amerikansk kriminalfilm från 2011 som är regisserad av Ami Canaan Mann.

## Handling
Handlingen fokuserar på flera mord längs motorvägen Interstate 45 mellan Houston och Galveston, i och runt ett område som kallas "Dödens fält". Filmen följer brottsutredare på fallet; deras uppoffringar och personliga åtaganden att skydda de oskyldiga.

## Karaktärer
- Sam Worthington - Detektiv Mike Souder
- Jeffrey Dean Morgan - Detektiv Brian Heigh
- Jessica Chastain - Detektiv Pam Stall
- Chloë Moretz - Lilla Anne Sliger
- Jason Clarke - Rule
- Annabeth Gish - Gwen Heigh
- Sheryl Lee - Lucie Sliger
- Stephen Graham - Rhino

## Produktion
Filmen skulle ursprungligen regisseras av Danny Boyle innan han lämnade projektet och ersattes av Ami Canaan Mann, dotter till regissören Michael Mann, som producerade filmen. Boyle sa att filmen var "så mörk att den aldrig skulle bli gjord".